# Giải SEFCA cho phim hay nhất
Giải SEFCA cho phim hay nhất là một giải của SEFCA dành cho một phim, được bầu chọn là hay nhất trong năm. Giải này được lập từ năm 1992.

## Các phim đoạt giải

### Thập niên 1990
| Năm  | Phim                | Đạo diễn          |
| ---- | ------------------- | ----------------- |
| 1992 | Howards End         | James Ivory       |
| 1993 | The Piano           | Jane Campion      |
| 1994 | Pulp Fiction        | Quentin Tarantino |
| 1995 | Apollo 13           | Ron Howard        |
| 1996 | Fargo               | Joel Coen         |
| 1997 | L.A. Confidential   | Curtis Hanson     |
| 1998 | Saving Private Ryan | Steven Spielberg  |
| 1999 | American Beauty     | Sam Mendes        |

### Thập niên 2000
| Năm  | Phim                                          | Đạo diễn          |
| ---- | --------------------------------------------- | ----------------- |
| 2000 | Almost Famous                                 | Cameron Crowe     |
| 2001 | Memento                                       | Christopher Nolan |
| 2002 | The Hours                                     | Stephen Daldry    |
| 2003 | The Lord of the Rings: The Return of the King | Peter Jackson     |
| 2004 | Sideways                                      | Alexander Payne   |
| 2005 | Brokeback Mountain                            | Ang Lee           |
| 2006 | The Departed                                  | Martin Scorsese   |
| 2007 | No Country for Old Men                        | Ethan & Joel Coen |
| 2008 | Milk                                          | Gus Van Sant      |

Bản mẫu:SEFCA Awards Chron